# Арская даруга
Арская даруга (тат.  Арча даругасы) — административно-территориальная единица (даруга) Казанского ханства (царства) к северо-востоку от Казани. Позже в составе Казанского уезда, в XVI—XVIII веках.
Административный центр — город Арск.

## История
Возникла с самого начала формирования Казанского ханства . Была одной из густонаселенных административных территорий ханства со смешанным этническим составом. Здесь проживали татары, удмурты и представители других этносов Поволжья.
Являлась также одной из наиболее развитых в экономическом отношении областей ханства. Князь Курбский описывал Арскую землю так: «В земле той поля великие и зело преизобильные… хлебов же всяких такое там множество… Тако же скотов различных стад безчисленныя множества, и корыстей драгоценных, наипаче от различных зверей, в той земле бывающих, бо там родятся куны дорогие и белки, и протчие зверие, ко ядению и ко одеждам потребны… соболей великое множество, такожде медов». Он также указывал, что на этой территории находились владения ханского двора и вельмож, с дворцами, которые «зело прекрасны и удивления достойны».
В 1496 году арские князья восстали против захватившего власть в Казанском ханстве сибирского хана Мамука. Мамук выступил против них, но не сумел взять Арск. Хана покинула часть войска, а когда он хотел вернуться в Казань, местные жители его не пустили. Мамук был вынужден уйти обратно в Сибирь и умер по дороге.
После того, как чуваши в 1551 году присягнули Ивану Грозному, арские люди выступили против верхушки Казанского ханства, но выступление было подавлено. Многие арские князья и мурзы перешли на сторону царя и были отправлены в недавно построенный Свияжск.
В сентябре 1552 года московские войска под командованием князя Горбатого-Шуйского захватили Арскую землю, что предопределило взятие Казани. 10 октября арские люди прибыли в царскую ставку и от имени своей земли изъявили покорность и готовность платить ясак.
Однако уже в декабре из-за злоупотреблений сборщиков ясака в Арской земле началось восстание. В нем принимали участие татары, удмурты и марийцы, жители не только Арской, но и соседних земель. Восставших поддерживали Ногайская Орда, Астраханское и Крымское ханства. Его удалось подавить только в 1557 году.
После взятия Казани Арская даруга вошла в состав Казанского уезда. На западе граничила с Алатской даругой, на юге с Зюрейской даругой, на востоке с Уфимским уездом, на севере с Хлыновским и Соликамским уездами.
В 1576 году, после подавления нового восстания в Казанском крае, в Арск был назначен самостоятельный воевода (голова).
Арская даруга ликвидирована в 1780 году, территория даруги разделена между Арским и Мамадышским уездами Казанской губернии, Елабужским, Малмыжским и Сарапульским уездами Вятского наместничества и Осинским уездом Пермского наместничества.